# 金昌完
金昌完（韓語：김창완，1954年2月22日—），韓國音乐人、男演員，金昌完乐队的主唱兼吉他手。

## 演艺生涯

### 山之音乐队
和弟弟金昌勋、金昌益三兄弟一起组建乐队山之音，1977年发表首张专辑，给摇滚乐还未普及的70年代韩国乐坛带来了新鲜血液，它所引发的震动向人们展示了“摇滚乐大众化”的可能性，次年发表的二辑则使得“山之音”完成占据了歌谣届首席乐队的位置。1983年第九张正式专辑之后“山之音”未有以組合形式推出新作品，两位弟弟都已经从大众视线中淡出，直至2008年擔任鼓手的金昌益逝世，組合正式解散。只有金昌完接下来以“山之音”的名义发表了三张专辑，不断延长着自己作为音乐人和伟大的“山之音”的音乐轨迹。

## 演出作品

### 電視劇
- 1998年：SBS《恩實啊》飾演 金秉局(醫生)
- 1999年：SBS《甜蜜新娘》飾演 明篤的爸爸
- 2000年：SBS《KAIST》飾演 航空科教授
- 2000年：MBC《新貴公子》飾演 金攝影
- 2001年：KBS《漂亮淑女》
- 2001年：MBC《善姬與真姬》
- 2002年：MBC《陽光情人夢》飾演 朱旻鎬
- 2002年：MBC《自從遇見你》飾演 趙南適
- 2002年：KBS《在你身邊真好》飾演 李德洙
- 2004年：MBC《皇太子的初戀》飾演 有彬的爸爸
- 2004年：MBC《愛爾蘭》飾演 牧師
- 2004年：SBS《愛在哈佛》
- 2005年：MBC《驛動的心》
- 2006年：MBC《真的真的喜歡你》飾演 姜山
- 2006年：KBS《葡萄園之戀》飾演 李亨萬
- 2007年：MBC《白色巨塔》飾演 禹永吉
- 2007年：KBS《讓我們幸福的幾個問題》飾演 李丙基
- 2007年：MBC《咖啡王子1號店》飾演 洪社長
- 2007年：KBS《壞愛情》飾演 黃仁守
- 2008年：SBS《一枝梅》飾演 朝鮮仁祖
- 2008年：KBS《他們的世界》飾演 黃仁守
- 2009年：MBC《賢內助女王》飾演 金洪植
- 2009年：MBC《Triple》飾演 福萬社長
- 2010年：tvN《豐年公寓》飾演 金尚哲
- 2010年：MBC《逆轉女王》飾演 睦英哲
- 2010年：SBS《沒關係，爸爸的女兒》飾演 彩寧咖啡店組長
- 2011年：MBC《Miss Ripley》飾演 張本部長
- 2011年：MBC《千次的吻》飾演 張秉植
- 2011年：MBN《What's up》飾演 泰熙的爸爸
- 2012年：SBS《拜託了，機長》飾演 韓奎弼
- 2012年：MBC《馬醫》飾演 鄭成調
- 2013年：JTBC《世界的盡頭》飾演 崔秀哲
- 2013年：tvN《Who Are You》飾演 崔文植
- 2013年：KBS《Good Doctor》飾演 鄭會長
- 2014年：SBS《來自星星的你》飾演 張英睦
- 2014年：JTBC《密會》飾演 閔龍基
- 2014年：SBS《秘密之門》飾演 金澤
- 2015年：MBC《華政》飾演 李元翼
- 2015年：MBC《華麗的誘惑》飾演 權秀明
- 2016年：MBC《爸爸，我來伺候你》飾演 韓享燮
- 2016年：KBS《花郎》飾演 朴英失
- 2017年：SBS《悄悄話》飾演 李浩範
- 2017年：MBC《20世紀少男少女》飾演 史昌完
- 2017年：KBS《Jugglers》飾演 都泰均
- 2018年：JTBC《經常請吃飯的漂亮姐姐》飾演 俊熙的爸爸
- 2018年：MBC《我的愛情治癒記》飾演 朴富韓
- 2019年：MBC《春夜》飾演 權榮國
- 2020年：MBC《那個男人的記憶法》飾演 劉成赫
- 2020年：tvN《雖然是精神病但沒關係》飾演 吳智往
- 2020年：tvN《日與夜》飾演 孔日道
- 2021年：SBS《One the Woman》飾演 盧學泰
- 2022年：SBS《為何是吳秀才》飾演 白進祁
- 2022年：KBS2《真劍勝負》飾演 徐賢奎
- 2023年：KBS2《真的出現了！》飾演 張浩
- 2025年：JTBC《協商的技術》飾演 朴來卿 (特別出演)

### 電影
- 1996年：《Jungle Story》
- 1999年：《The Ring Virus》
- 2000年：《幸福的張醫生》
- 2000年：《一天》
- 2003年：《我的愛小無賴》
- 2004年：《野蠻師姐》
- 2004年：《憂鬱的申石基》
- 2006年：《西洋古董洋果子店》
- 2009年：《天國的郵遞員》
- 2012年：《完美廣播》
- 2013年：《醫生》

## 电台节目
- 2000年—2024年：SBS Power FM《美丽的早晨，我是金昌完》DJ[4]

## 獲獎
- 1978年：TBC重唱歌曲大獎銀獎
- 1981年：KBS歌謠大賞重唱部門
- 1995年：MBC演技大賞廣播部門優秀獎
- 1997年：年第十屆大韓民國童謠對象的愛情童謠獲獎
- 2007年：MBC演技大賞特別賞PD賞（咖啡王子一號店）
- 2008年：第23屆韓國金唱片獎終身成就獎
- 2009年：MBC演技大賞迷你係列部門黃金演技獎
- 2010年：The Voice of SBS獎
- 2010年：SBS演藝大賞（美麗的早晨，我是金昌完）
- 2012年：第三屆大眾文化藝術獎總統表彰
- 2014年：SBS演藝大賞（来自星星的你）特别演艺奖（中篇剧男子）

## 外部連結
- 官方网站
- 金昌完在NAVER上的资料
- 金昌完在豆瓣上的资料（简体中文）
- 金昌完在互联网电影资料库（IMDb）上的資料（英文）